# Доналд Стюарт (тенісист)
Доналд Стюарт (англ. Donald Stewart; 12 грудня 1859 — 13 вересня 1885) — колишній британський тенісист.
Здобув 4 одиночні титули.
Найвищим досягненням на турнірах Великого шолома був фінал в одиночному розряді.
Завершив кар'єру 1885 року.

## Фінали турнірів Великого шолома

### Одиночний розряд (1 поразка)
Фінал всіх охочих
| Результат | Рік  | Турнір                    | Покриття | Суперник      | Рахунок            |
| --------- | ---- | ------------------------- | -------- | ------------- | ------------------ |
| Поразка   | 1883 | Вімблдонський турнір 1883 | Трава    | Ернест Реншоу | 6–0, 3–6, 0–6, 2–6 |